# Katarzyna Misiewicz
Katarzyna Misiewicz (ur. 1981 roku w Elblągu) – polska aktorka filmowa i teatralna. Absolwentka PWST w Krakowie (2005).
Szerzej znana dzięki jej rolom w takich produkcjach filmowych jak: M jak miłość, Na dobre i na złe, Ojciec Mateusz, Listy do M..
Występuje również w teatrze, zagrała m.in. tytułową rolę w Lilli Wenedzie w reżyserii Wiktora Rubina oraz Ona i ona w reżyserii Artura Urbańskiego.

## Wybrana filmografia
| Rok  | Tytuł          | Rola                    | Źródło |
| ---- | -------------- | ----------------------- | ------ |
| 2020 | BrzydUla 2     | Kontrolelka             | [ 2 ]  |
| 2018 | Za marzenia    | Matka Mani              | [ 2 ]  |
| 2017 | W rytmie serca | Krystyna Maczek         | [ 2 ]  |
| 2015 | Singielka      | Pielęgniarka w recepcji | [ 2 ]  |
| 2015 | Strażacy       |                         | [ 2 ]  |
| 2014 | Na sygnale     | Zuzia                   | [ 2 ]  |
| 2012 | Przyjaciółki   | Mama Emilki             | [ 2 ]  |
| 2011 | Komisarz Alex  | Renata/ Strażniczka     | [ 2 ]  |
| 2010 | Prosto w serce | Znajoma Artura          | [ 2 ]  |
| 2010 | Hotel 52       | Pielęgniarka            | [ 2 ]  |